# توماس افستیون
توماس افستیون (انگلیسی: Thomas Ephestion؛ زادهٔ ۹ ژوئن ۱۹۹۵) بازیکن فوتبال اهل فرانسه است.
از باشگاه‌هایی که در آن بازی کرده‌است می‌توان به باشگاه فوتبال لانس اشاره کرد.
وی همچنین در تیم ملی فوتبال مارتینیک بازی کرده‌است.